# Génération W
Ne doit pas être confondu avec Baby boomer.
 (mars 2020).
Si vous disposez d'ouvrages ou d'articles de référence ou si vous connaissez des sites web de qualité traitant du thème abordé ici, merci de compléter l'article en donnant les références utiles à sa vérifiabilité et en les liant à la section « Notes et références ».
Génération W est une émission de télévision québécoise composée de 104 épisodes de 28 minutes et diffusée du 6 septembre 1996 à 1999 sur le Canal Famille.

## Synopsis
L'émission a existé en deux versions :
Première version (1996-1998)
Animée par Élyse Marquis, cette version de l'émission montre l'univers informatique dans tous ses angles y compris l'ordinateur, l'Internet et autres choses à retenir sur cet univers.
Deuxième version (1998-1999)
Animée par Stéphane Crête, cette version présente une compétition de jeux vidéo entre deux équipes en trois manches sur différentes consoles de l'époque.

## Distribution
- Élyse Marquis (1996-1998)
- Stéphane Crête (1998-1999)

### Collaborateurs
- Sébastien McQuade
- Martin Pelletier
- Nicolas Tittley

## Fiche technique
- Producteur : Jacques Blain (toute la série)
- Productrice : Anne-Marie Hétu (1996 seulement)
- Propductrice déléguée : Suzanne Clermont (à partir de 1997)
- Réalisateurs : Patrice Sauvé, France Bertrand
- Maisons de production : Les Productions Modus TV inc. (1996 seulement), Cirrus Communications (à partir de 1997)